# Безымянная (приток Елшанки)
Безымянная (Ольшанка) — река в России, протекает по Татищевскому району Саратовской области. Правая составляющая реки Елшанка. Длина реки составляет 5,8 км, площадь водосборного бассейна 18,3 км².
Начинается около исчезнувшего села Новоникольское (Каракозовка) на западной окраине леса Долгий. Течёт в основном на северо-запад — запад в овраге Новоникольский. В среднем течении принимает слева приток из оврага Поварино. Сливается с безымянной рекой из оврага Золотой Ключ (Златой Ключ), образуя Елшанку северо-западнее урочища Малая Фёдоровка.

## Данные водного реестра
По данным государственного водного реестра России относится к Донскому бассейновому округу, водохозяйственный участок реки — Медведица от истока до впадения реки Терса, речной подбассейн реки — Дон между впадением Хопра и Северского Донца. Речной бассейн реки — Дон (российская часть бассейна).
Код объекта в государственном водном реестре — 05010300112107000008085.